# Cecoy Robinson
Cecoy Robinson, né le 10 octobre 1987, est un footballeur international bermudien jouant au poste d'attaquant.

## Biographie

### En sélection
En juin 2019, il est retenu par le sélectionneur Kyle Lightbourne afin de participer à la Gold Cup organisée aux États-Unis, en Jamaïque et au Costa Rica.